# Fulmar
Die Fulmar (engl. für Eissturmvogel) war eine zweistufige britische Höhenforschungsrakete. Die von Bristol Aerojet entwickelte Fulmar bestand aus einer Startstufe vom Typ Heron mit 107 kN Schub und einer Snipe-Oberstufe mit 16,7 kN Schub. Die Fulmar hatte einen Durchmesser von 26 cm und eine Länge von 7,47 m. Sie wog beim Start 500 kg und konnte eine Höhe von 250 km erreichen.
Die Fulmar wurde zwischen 1976 und 1979 sechsmal vom norwegischen Andøya Rakettskytefelt gestartet, wobei der letzte Start am 19. März 1979 misslang und nur 15 km Höhe erreichte. Sie wurde nie in Serie gebaut.